# Zimbabwean Lives Matter
Zimbabwean Lives Matter est un mouvement de protestation zimbabwéen modelé sur la campagne américaine Black Lives Matter. Le mouvement de protestation est dirigé contre le gouvernement zimbabwéen du président sortant Emmerson Mnangagwa, qui a succédé à Robert Mugabe par un coup d'État sans violence en 2017.

## Célébrités ayant soutenu la cause
Parmi les célébrités qui ont exprimé leur soutien à la manifestation figurent l'ancien président du Botswana Ian Khama, Ice Cube, Lecrae et les actrices Thandiwe Newton, Beyoncé et Pearl Thusi. Tsitsi Dangarembga, le joueur de rugby sud-africain à la retraite d'origine zimbabwéenne Tendai Mtawarira et Thomas Mapfumo sont quelques-uns des Zimbabwéens qui ont également exprimé leur soutien. Le mouvement de protestation comptait plus de 700 000 tweets en août 2020.

## Organisateurs
À l'instar du mouvement de protestation Black Lives Matter, le mouvement de protestation Zimbabwean Lives Matter n'a pas d'organisateur central, la plupart des militants manifestant par le biais de leurs comptes Twitter de microblogging. Un référentiel des matériaux de Zimbabwean Lives Matter a été créé.